# NGC 5664
NGC 5664 este o galaxie seyfert de tip 2⁠(d) situată în constelația Balanța. A fost descoperită în 6 iunie 1885 de către Francis Leavenworth.